# George Katona
George Katona, d. i. György Katona; auch: Georg Katona (geboren 6. November 1901 in Budapest, Österreich-Ungarn; gestorben 18. Juni 1981 in Berlin) war ein US-amerikanischer Psychologe und Ökonom österreichisch-ungarischer Herkunft. 

## Leben
Katona emigrierte 1919 aus dem kommunistischen Ungarn und studierte an der Universität Göttingen Psychologie. Er wurde 1921 bei Georg Elias Müller promoviert. Er emigrierte 1933 nach Beginn der NS-Zeit in die USA. Am Ende seines Lebens wurde er von der Freien Universität Berlin mit der Ehrendoktorwürde ausgezeichnet und in die American Academy of Arts and Sciences aufgenommen.
Katona war von 1926 bis 1933 einer der Mitherausgeber der Zeitschrift Der Deutsche Volkswirt, Berlin, sowie von 1929 bis 1933 deutscher Korrespondent des Wall Street Journal.
Er entwickelte in den 1940er Jahren den University of Michigan Consumer Sentiment Index, der die Konsumneigung der Privathaushalte in den USA misst.

## Schriften (Auswahl)
- Experimentelle Beiträge zur Lehre von den Beziehungen zwischen den achromatischen und chromatischen Sehprozessen. Leipzig : Barth, 1921
- Psychologie der Relationserfassung und des Vergleichens. Leipzig : Barth, 1924
- Organizing and Memorizing Studies in the Psychology of Learning and Teaching. New York, 1940
- War Without Inflation, The Psychological Approach to Problems of War Economy. New York, 1942
- Price control and business. Bloomington, Ind. : Principia Press, 1945
- Psychological Analysis of Economic Behavior. New York-London-Toronto 1951 (Digitalisat)
  - Das Verhalten der Verbraucher und Unternehmer: über die Beziehungen zwischen Nationalökonomie, Psychologie und Sozialpsychologie. Tübingen : Mohr, 1960
- Contributions of survey methods to economics. New York : Columbia Univ. Press, 1954
- The powerful consumer: psychological studies of the Amercian economy. New York, NY [u. a.] : McGraw-Hill, 1960
  - Die Macht des Verbrauchers. Düsseldorf : Econ-Verl., 1962
- The mass consumption society. New York, NY [u. a.] : McGraw-Hill, 1964
  - Der Massenkonsum: Eine Psychologie neuer Käuferschichten. Wien : Econ-Verl., 1965
- Aspirations and affluence : comparative studies in the United States and Western Europe. New York, NY [u. a.] : McGraw-Hill, 1971
  - Zwei Wege zur Prosperität. Düsseldorf : Econ-Verl., 1971
- Psychological economics. New York, NY [u. a.] : Elsevier, 1975, ISBN 0-444-99003-8 (Digitalisat)
- A new economic era. New York, NY [u. a.] : Elsevier, 1978, ISBN 0-444-00258-8 (Digitalisat)
- Essays on Behavioral Economics. Ann Arbor: The University of Michigan, 1980, ISBN 0-87944-257-3 (Digitalisat)